# HMHS Rewa
Rewa – statek szpitalny, wodowany 14 lutego 1906.
Zatopiony 4 stycznia 1918 przez niemiecki okręt podwodny U-55.